# Paramuricea tenuis
Paramuricea tenuis is een zachte koraalsoort uit de familie Plexauridae. De koraalsoort komt uit het geslacht Paramuricea. Paramuricea tenuis werd in 1883 voor het eerst wetenschappelijk beschreven door Verrill. 